# رانوتسارا سود
رانوتسارا سود (به لاتین: Ranotsara Sud) یک منطقهٔ مسکونی در ماداگاسکار است که در ناحیه بفوتاکا سود واقع شده‌است. رانوتسارا سود ۷٬۳۱۰ نفر جمعیت دارد.